# هنري جاكمان
هنري جاكمان (Henry Jackman) (إسمه الكامل هنري برايس جاكمان (Henry Pryce Jackman)) هو ملحن بريطاني ولد في 1974 في هيلينغدون, ميدلسكس.

## أعماله في السينما الأمريكية
- الوحوش ضد الفضائيين
- كيك-آس
- رحلات غاليفر
- ويني الدبدوب
- رجال-إكس: الدرجة الأولى
- قطط ترتدي أحذية
- رجل على حافة
- ابراهام لنكولن: صياد مصاص الدماء
- رالف المدمر
- جي. آي. جو: الانتقام
- هذه هي النهاية
- توربو
- كيك-آس 2
- القبطان فيليبس
- كابتن أمريكا: جندي الشتاء
- الأبطال الستة
- المقابلة
- كينغزمان: الاستخبارات السرية
- بيكسلز
- كابتن أمريكا: الحرب الأهلية

## أعماله في الرسوم المتحركة
- توربو فاست (بالتعاون مع هالي كاوثيري)

## أعماله في ألعاب الفيديو
- جست كوز 3
- أنشارتد 4:نهاية سارق

## وصلات خارجية
- هنري جاكمان على موقع IMDb (الإنجليزية)
- هنري جاكمان على موقع ألو سيني (الفرنسية)
- هنري جاكمان على موقع ميوزك برينز (الإنجليزية)
- هنري جاكمان على موقع أول موفي (الإنجليزية)
- هنري جاكمان على موقع بوكس أوفيس موجو (الإنجليزية)
- هنري جاكمان على موقع قاعدة بيانات الأفلام السويدية (السويدية)
- هنري جاكمان على موقع أول ميوزيك (الإنجليزية)
- هنري جاكمان على موقع ديسكوغز (الإنجليزية)
- هنري جاكمان على موقع قاعدة بيانات الفيلم (الإنجليزية)
- هنري جاكمان على موقع كينوبويسك (الروسية)